# Guatemala aux Jeux olympiques d'été de 2024
Le Guatemala participe aux Jeux olympiques de 2024 à Paris. Il s'agit de sa 16e participation à des Jeux olympiques d'été.
À six mois des Jeux, le CNO du Guatemala était toujours suspendu par le CIO à la suite d'une décision du 8 septembre 2022, ceci empêchant les athlètes à concourir sous le drapeau/nom du pays aux Jeux Olympiques. En mars 2024, la commission exécutive du CIO lève provisoirement la suspension du CNO.
Le joueur de badminton Kevin Cordón (en) et la tireuse sportive Waleska Soto (en) sont nommés porte-drapeau de la délégation guatémaltèque.

## Nombre d’athlètes qualifiés par sport
Voici la liste des qualifiés et sélectionnés guatémaltèques par sport (remplaçants compris) :
| Sport              | Hommes | Femmes | Total |
| ------------------ | ------ | ------ | ----- |
| Athlétisme         |        |        |       |
| Badminton          |        |        |       |
| Judo               |        |        |       |
| Natation sportive  |        |        |       |
| Pentathlon moderne |        |        |       |
| Tir                |        |        |       |
| Voile              |        |        |       |
| Total              |        |        |       |

## Bilan général
| Sport              | Médaille d'or, Jeux olympiques | Médaille d'argent, Jeux olympiques | Médaille de bronze, Jeux olympiques | Total | Rang pays |
| ------------------ | ------------------------------ | ---------------------------------- | ----------------------------------- | ----- | --------- |
| Athlétisme         |                                |                                    |                                     |       |           |
| Badminton          |                                |                                    |                                     |       |           |
| Judo               |                                |                                    |                                     |       |           |
| Natation           |                                |                                    |                                     |       |           |
| Pentathlon moderne |                                |                                    |                                     |       |           |
| Tir                | 1                              | 0                                  | 1                                   | 2     |           |
| Voile              |                                |                                    |                                     |       |           |
| Total              | 1                              | 0                                  | 1                                   | 2     |           |

| Jour       | Médaille d'or, Jeux olympiques | Médaille d'argent, Jeux olympiques | Médaille de bronze, Jeux olympiques | Total |
| ---------- | ------------------------------ | ---------------------------------- | ----------------------------------- | ----- |
| 26 juillet |                                |                                    |                                     |       |
| 27 juillet |                                |                                    |                                     |       |
| 28 juillet |                                |                                    |                                     |       |
| 29 juillet |                                |                                    |                                     |       |
| 30 juillet |                                |                                    |                                     |       |
| 31 juillet | 1                              |                                    | 1                                   |       |
| 1er août   |                                |                                    |                                     |       |
| 2 août     |                                |                                    |                                     |       |
| 3 août     |                                |                                    |                                     |       |
| 4 août     |                                |                                    |                                     |       |
| 5 août     |                                |                                    |                                     |       |
| 6 août     |                                |                                    |                                     |       |
| 7 août     |                                |                                    |                                     |       |
| 8 août     |                                |                                    |                                     |       |
| 9 août     |                                |                                    |                                     |       |
| 10 août    |                                |                                    |                                     |       |
| 11 août    |                                |                                    |                                     |       |
| Total      |                                |                                    |                                     |       |

| Sexe   | Médaille d'or, Jeux olympiques | Médaille d'argent, Jeux olympiques | Médaille de bronze, Jeux olympiques | Total |
| ------ | ------------------------------ | ---------------------------------- | ----------------------------------- | ----- |
| Hommes |                                |                                    |                                     |       |
| Femmes |                                |                                    |                                     |       |
| Mixte  |                                |                                    |                                     |       |
| Total  |                                |                                    |                                     |       |

## Médaillés
| Sport | Discipline | Athlète(s) | Performance | Date |
| ----- | ---------- | ---------- | ----------- | ---- |
|       |            |            |             |      |

| Sport | Discipline | Athlète(s) | Performance | Date |
| ----- | ---------- | ---------- | ----------- | ---- |
|       |            |            |             |      |

| Sport | Discipline | Athlète(s) | Performance | Date |
| ----- | ---------- | ---------- | ----------- | ---- |
|       |            |            |             |      |

## Résultats

### Athlétisme

#### Hommes
| Athlètes                | Épreuve      | Premier tour | Premier tour | Repêchage   | Repêchage   | Demi-finales | Demi-finales | Finale          | Finale |
| Athlètes                | Épreuve      | Temps        | Rang         | Temps       | Rang        | Temps        | Rang         | Temps           | Rang   |
| ----------------------- | ------------ | ------------ | ------------ | ----------- | ----------- | ------------ | ------------ | --------------- | ------ |
|                         | 5 000 m      |              | e            | Non disputé | Non disputé | Non disputé  | Non disputé  |                 | e      |
| Alberto González Mindez | Marathon     | Non disputé  | Non disputé  | Non disputé | Non disputé | Non disputé  | Non disputé  | 2 h 22 min 12 s | 66e    |
|                         | 20 km marche | Non disputé  | Non disputé  | Non disputé | Non disputé | Non disputé  | Non disputé  |                 | e      |

#### Femmes
| Athlètes          | Épreuve | Premier tour (ou tour préliminaire) | Premier tour (ou tour préliminaire) | Repêchage (ou premier tour) | Repêchage (ou premier tour) | Demi-finales | Demi-finales | Finale  | Finale  |
| Athlètes          | Épreuve | Temps                               | Rang                                | Temps                       | Rang                        | Temps        | Rang         | Temps   | Rang    |
| ----------------- | ------- | ----------------------------------- | ----------------------------------- | --------------------------- | --------------------------- | ------------ | ------------ | ------- | ------- |
| Mariandrée Chacon | 100 m   | 11 s 90                             | 3e                                  | 12 s 06                     | 9e                          | Eliminé      | Eliminé      | Eliminé | Eliminé |

### Badminton
| Athlète      | Compétition   | Phase de groupes | Phase de groupes | Phase de groupes | Phase de groupes | 1/8e de finale   | Quarts de finale | Demi-finales     | Finale / 3e place | Finale / 3e place |
| Athlète      | Compétition   | Adversaire Score | Adversaire Score | Adversaire Score | Rang             | Adversaire Score | Adversaire Score | Adversaire Score | Adversaire Score  | Rang              |
| ------------ | ------------- | ---------------- | ---------------- | ---------------- | ---------------- | ---------------- | ---------------- | ---------------- | ----------------- | ----------------- |
| Kevin Cordón | Simple hommes | Lakshya Sen      | Jonatan Christie | Julien Carraggi  | e du gr. ...     |                  |                  |                  |                   |                   |

### Judo
| Athlète | Compétition    | 1er tour            | 2e tour             | Quart de finale     | Demi-finale         | Repêchage           | Finale / CB         | Rang |
| Athlète | Compétition    | Adversaire Résultat | Adversaire Résultat | Adversaire Résultat | Adversaire Résultat | Adversaire Résultat | Adversaire Résultat | Rang |
| ------- | -------------- | ------------------- | ------------------- | ------------------- | ------------------- | ------------------- | ------------------- | ---- |
|         | Moins de 48 kg |                     |                     |                     |                     |                     |                     | e    |

### Natation
| Athlète | Épreuve       | Séries | Séries | Demi-finales | Demi-finales | Finale | Finale |
| Athlète | Épreuve       | Temps  | Rang   | Temps        | Rang         | Temps  | Rang   |
| ------- | ------------- | ------ | ------ | ------------ | ------------ | ------ | ------ |
|         | 200 m 4 nages |        | e      |              | e            |        | e      |

| Athlète | Épreuve      | Séries | Séries | Demi-finales | Demi-finales | Finale | Finale |
| Athlète | Épreuve      | Temps  | Rang   | Temps        | Rang         | Temps  | Rang   |
| ------- | ------------ | ------ | ------ | ------------ | ------------ | ------ | ------ |
|         | 100 m brasse |        | e      |              | e            |        | e      |

### Tir
En remportant l'épreuve de la fosse olympique, Adriana Ruano Oliva apporte au Guatemala le premier titre olympique de son histoire.
| Tireurs | Compétition     | Qualification | Qualification | Finale | Finale |
| Tireurs | Compétition     | Points        | Rang          | Points | Rang   |
| ------- | --------------- | ------------- | ------------- | ------ | ------ |
|         | Fosse olympique |               | e             |        | e      |
|         | Skeet           |               | e             |        | e      |

| Tireuses | Compétition     | Qualification | Qualification | Finale | Finale |
| Tireuses | Compétition     | Points        | Rang          | Points | Rang   |
| -------- | --------------- | ------------- | ------------- | ------ | ------ |
|          | Fosse olympique |               | e             |        | e      |

### Voile
Nota : le résultat barré est le plus mauvais de l’athlète concerné. Il n’est pas pris en compte dans le total.
| Athlètes | Compétition | Régates | Régates | Régates | Régates | Régates | Régates | Régates | Régates | Régates | Régates | Régates     | Régates     | Régates | Total net | Classement |
| Athlètes | Compétition | 1       | 2       | 3       | 4       | 5       | 6       | 7       | 8       | 9       | 10      | 11          | 12          | CM      | Total net | Classement |
| -------- | ----------- | ------- | ------- | ------- | ------- | ------- | ------- | ------- | ------- | ------- | ------- | ----------- | ----------- | ------- | --------- | ---------- |
|          | Laser       |         |         |         |         |         |         |         |         |         |         | non disputé | non disputé |         |           | e          |